# Henry Axenfeld
Pour les articles homonymes, voir Axenfeld.
Henry Axenfeld, écrit également Henri ou Heinrich, né le 14 janvier 1824 à Odessa en Ukraine et mort à Paris le 6 janvier 1895, est un peintre ukrainien, naturalisé français en 1878.

## Biographie
Fils aîné de l'écrivain juif Israel Aksenfeld (1787-1866) et de son épouse Rosalie Horwitz, il aura l'année suivante de sa naissance un frère qui sera médecin Alexandre Axenfeld (1825-1876).
Dans ses débuts, il peint des portraits, puis plus tard des paysages, des tableaux de genre, ainsi que des scènes religieuses. Arrivé à Paris, il fréquente l'atelier de Léon Cogniet (1794-1880), vers 1855. En 1855, James Abbott McNeill Whistler (1834-1903), arrive à Paris et fait le portrait de Henry en 1860
En 1859, il travaille ainsi que plusieurs artistes à la décoration de la salle du personnel, de l'Hôpital de la Charité de Paris, partiellement reconstruite au musée de l'Assistance publique - Hôpitaux de Paris, quai de la Tournelle à Paris : Jean Achard (1807-1884), Stéphane Baron (1827-1921),condisciple à l'atelier de Cogniet, Gustave Doré (1832-1883), Hippolyte Fauvel (1835-1895), Augustin Feyen-Perrin (1826-1888), également ancien condisciple de l'atelier de Cogniet;  Léon-Charles Flahaut (1831-1920), Louis Français (1814-1897), qui fut membre du jury de la section dessin à l'Exposition internationale de blanc et noir de 1885 Jean-Baptiste Georges Gassies (1819-1883), Edmond-Georges Guet (1829-1865), Jean-Louis Hamon (1821-1874), Henri Harpignies (1819-1916) et Émile Vernier (1829-1887). Cette même année 1859 il visite Londres en compagnie de son père
Il écrit des articles dans différentes revues comme l'Art une revue hebdomadaire illustrée ou dans L'Illustration
En 1874 il est domicilié  au no 74 de la rue de Seine, et s'installe définitivement au no 3 de la rue des Beaux Arts

## Œuvres
- Décoration à l'Hôpital de la Charité de Paris, (bâtiment détruit)
- Alexandre Axenfeld , huile sur toile, conservée à l'École de médecine de Paris[7]
- Jeune femme tenant un éventail, pastel ovale sur papier 108 x 84 cm[8]
- Élégante , pastel, 40 x 25,5cm, signé et daté 1889, en bas au milieu[9]
- Portrait de Augustin Feyen-Perrin, l'artiste adresse un courrier pour l'offrir au musée du Luxembourg. Sa proposition n'est pas acceptée[10]

## Écrits
- Les Grands Peintres, école d'Italie, Léonard de Vinci, Michel-Ange, Raphaël, Paris, 1871, H. Lecène et H. Oudin, 1888., 315.p. (consultable sur Gallica)

## Récompenses
- 1885 - Médaille d'argent de 1re classe à l'Exposition internationale de blanc et noir, ainsi qu'Eugène Burnand

## Salons
- Salon de Paris en: 1882, 1885, 1887, 1888, 1889, et 1890
  - 1882 -  Un portrait du temps jadis, huile sur toile -  La tâche finie, dessin -[11]

## Expositions
- 1874 à 1877 à Londres

### Sources
- Traduction de l'article Wikipedia consacré à l'artiste en langue allemande

### Iconographie
- Portrait d'Henry Axenfeld, 1860, à la pointe sèche, par James Abbott McNeill Whistler, et conservée à l'Université de Glasgow, exposée à la Royal Academy en 1861 sous le nom de Mons Axenfeld, décrite par Joseph Pennell (1857-1926) comme étant le portrait du frère du médecin. Aujourd'hui à la National Gallery of Art à Washington DC[12]